# Martin Jenner
Martin Jenner (Londra, 23 ottobre 1948) è un chitarrista, polistrumentista e compositore britannico noto prevalentemente per la sua militanza nella Elton John Band.

## Biografia
Nato a Hammersmith (Londra), visse per un breve periodo della sua infanzia in Svezia. Fin da adolescente coltiva la passione per la musica, iniziando a suonare vari strumenti. Sul finire degli anni sessanta si afferma come sessionman, collaborando con artisti quali Durante la sua carriera ha suonato per artisti quali Eric Clapton, Cliff Richard, Barbara Dickson e Chris Rea.
Dal 1974 al 1976 è il chitarrista della Elton John Band, mentre dal 1977 al 1979 è stato membro dei Marillion, prima di essere sostituito da Steve Rothery.
La sua attività di turnista comprende moltissime partecipazioni.

## Discografia

### Solista
- 1993 - On the Last Turn
- 2002 - Pigs Bottom

### Con i Marillion
- 1998 - Tales from the Engine Room

### Collaborazioni
- 1971 - The 31st of February Street - Cliff Richard
- 1976 - Come Back Romance All is Forgiven - Andy Bown
- 1978 - Looking Over My Shoulder - Chris Rainbow
- 1979 - Deltic - Chris Rea
- 1979 - Diamond Cut - Bonnie Tyler
- 1979 - White Trails - Chris Rainbow
- 1980 - Off Center - Gilbert O'Sullivan
- 1981 - Now You see Me... Now You Don't - Cliff Richard
- 1983 - Play On - John Miles
- 1983 - Silver - Cliff Richard
- 1989 - Blowing in Paris - Stephen Bishop
- 1998 - You Turn Me On - Ian Whitecomb
- 2006 - The Journey Recordings - Ralph McTell
- 2015 - 75 at 75 - Cliff Richard
- 2019 - The Complete Chicory Trip - Chicory Trip